# Anaea cerealia
Anaea cerealia är en fjärilsart som beskrevs av Druce 1877. Anaea cerealia ingår i släktet Anaea och familjen praktfjärilar. Inga underarter finns listade i Catalogue of Life.